# Mugardos
Mugardos és un municipi de la província de la Corunya a Galícia. Pertany a la Comarca de Ferrol.
| Evolució de la població de: Mugardos - des de 1930 fins a 2006 |        |        |        |        |        |        |        |        |
| 1930                                                           | 1950   | 1981   | 1991   | 1996   | 2001   | 2002   | 2004   | 2006   |
| 6.517.                                                         | 7.112. | 7.110. | 7.079. | 6.668. | 6.200. | 5.718. | 5.859. | 5.638. |
| Fonts: INE i IGE                                               |        |        |        |        |        |        |        |        |

## Parròquies
- Franza (Santiago)
- Meá (San Vicente)
- Mugardos (San Xulián)
- Piñeiro (San Xoán)

## Història
Els primers documents manuscrits que parlen de Mugardos (Mogardos) daten de 1105, quan la meitat de la vila pertanyia al Monestir de Caaveiro. En altre document de 1235 apareix un tal abat Tenón com a posseïdor de l'altra meitat. Posteriorment, coincidint amb l'ascens de la família Andrade de la mà d'Enric II de Castella, aquestes terres passen a ella. Fernán Pérez d'Andrade funda el convent de Santa Catalina de Montefaro en 1393 i segons un document redactat a Caamouco, li lliura en 1397 "a vila de Mugardos e todos seus servizos e colleitas e tallas e tributos... e todos serventíos que soien façer para que o feçeren des i en deante ao dito moesteiro".
Al seu torn els cavallers amb casafort a Caamouco administrarien les torres de Franza i Boado. La pesta de 1404 va dur als veïns de Ferrol a prometre el Vot de Chanteiro, romiatge anual pel mar fins a Mugardos i a peu fins a Chanteiro. Aquesta tradició es va mantenir fins a 1839, any que les autoritats eclesiàstiques van suspendre el vot, atès que consideraven que la festa donava lloc a "escenes poc edificants per a la moral", amb protestes dels veïns d'Ares i Mugardos. El gerent de Mugardos, Ramón Mariño da Barreira obté, després d'un llarg procés, l'alliberament de la senyoria de Montefaro el 1805. Així mateix se li concedeix escut municipal i el titulo de Reial Vila. En les proximitats de la població està situat el castell de la Palma del segle xvi.

## Personatges il·lustres
- Amada García Rodríguez, militant comunista assassinada pels franquistes.